# Richard Dessureault-Dober
Richard Dessureault-Dober, född den 21 januari 1981 i Cap-de-la-Madeleine, är en kanadensisk kanotist.
Han tog bland annat VM-silver i K-2 500 meter i samband med sprintvärldsmästerskapen i kanotsport 2006 i Szeged.